# Kapelle San Pietro

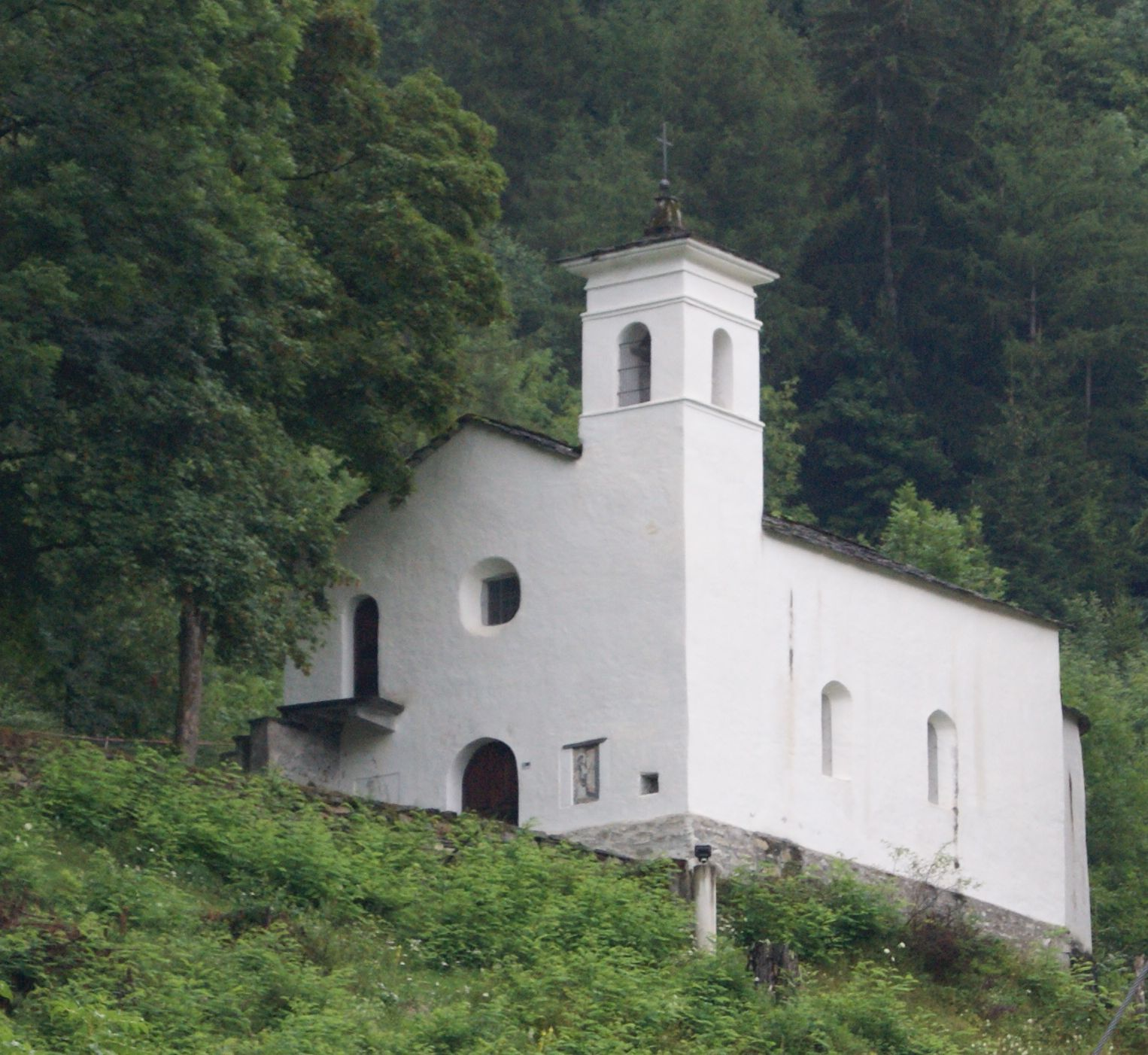
San Pietro – Blick vom Bahnhof der Berninabahn in Poschiavo

Die als Kulturgut geschützte römisch-katholische Kapelle San Pietro (auch Cappella cattolica di San Pietro) steht am Ortsrand oberhalb des Bahnhofs der Berninabahn (Rhätische Bahn) am westlichen Talhang in der Gemeinde Poschiavo in Graubünden (Schweiz) in der Talschaft Puschlav  (italienisch Val Poschiavo), im Bistum Chur. Sie ist dem hl Simon Petrus gewidmet.
Die Kapelle ist eines der Gotteshäuser, die den Saumpfad vom Rheintal nach Italien (Po-Ebene) flankieren, wie auch z. B. Sta. Maria bei Pontresina, San Romerio bei Brusio oder Santa Perpetua in Tirano.

## Gebäude

### Aussen
Der romanische Kirchenbau mit unbekanntem Baujahr stammt aus dem Früh- oder Hochmittelalter. Es handelt sich dabei um eine einräumige Saalkirche mit eingezogener, parabolisch gewölbter Apsis, vor welcher ein Altarjoch mit Stichkappengewölbe liegt. Nach Bauuntersuchung gehörte diese Bauausführung zum ursprünglichen Bauplan. Die Kirche wurde 1961–1962 durch Mario Semadeni (1913–1994) restauriert.

### Innen
Im Kirchenschiff dominiert der offene Dachstuhl. Die romanischen Fenster wurden rekonstruiert. In der Apsis finden sich farbintensive Renaissance-Malereien eines unbekannten lombardischen Meisters von 1538, die stark erneuert wurden. Es wird die Beweinung Christi durch Heilige dargestellt, umrahmt von einem Groteskenfries mit Wappen des Gotteshausbundes (Steinbock) und des Oberen Bundes (Kreuz) sowie einem imitierten Gurtbogen. Darin befinden sich Medaillons mit Gottvater, den Evangelisten sowie den hl. Georg und hl. Viktor. An der rechten Wand des Altarjochs befindet sich eine Muttergottes mit Stifterinschrift 1538. Im Schiff das Gemälde des hl. Petrus aus dem 17. Jahrhundert. Die gemauerte Altarmensa wurde nachträglich erhöht.